# Prefecto romano
El prefecto (del latín praefectus y praeficere, es decir, estar delante de) era una autoridad del Imperio romano y de la República romana. Sus atribuciones abarcaron tanto el ámbito militar como el civil. El cargo tenía un rango variable y normalmente era ocupado por una persona procedente del orden ecuestre. En el ámbito civil, el prefecto no era un magistrado, sino un sustituto del mismo.

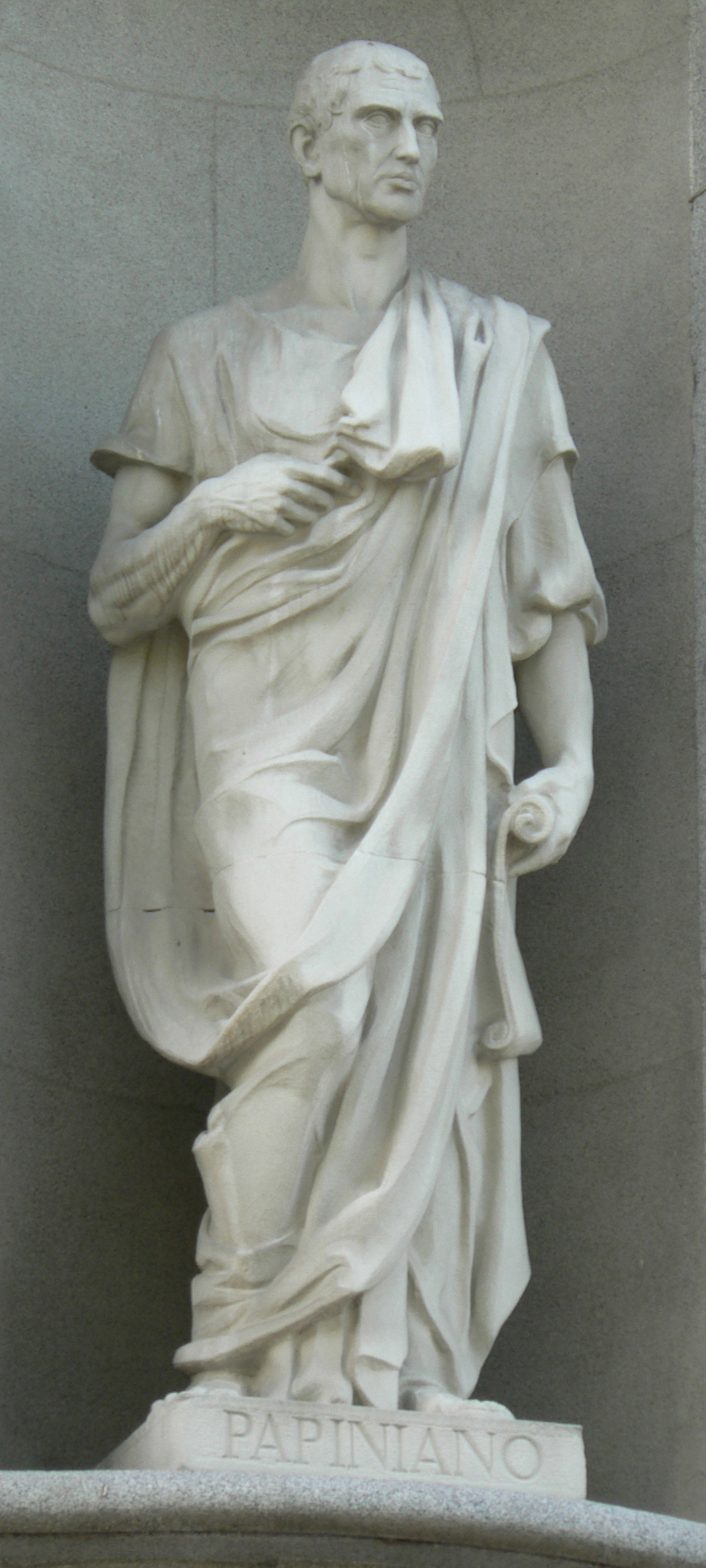
Estatua de Papiniano, quien fue Prefecto del pretorio.

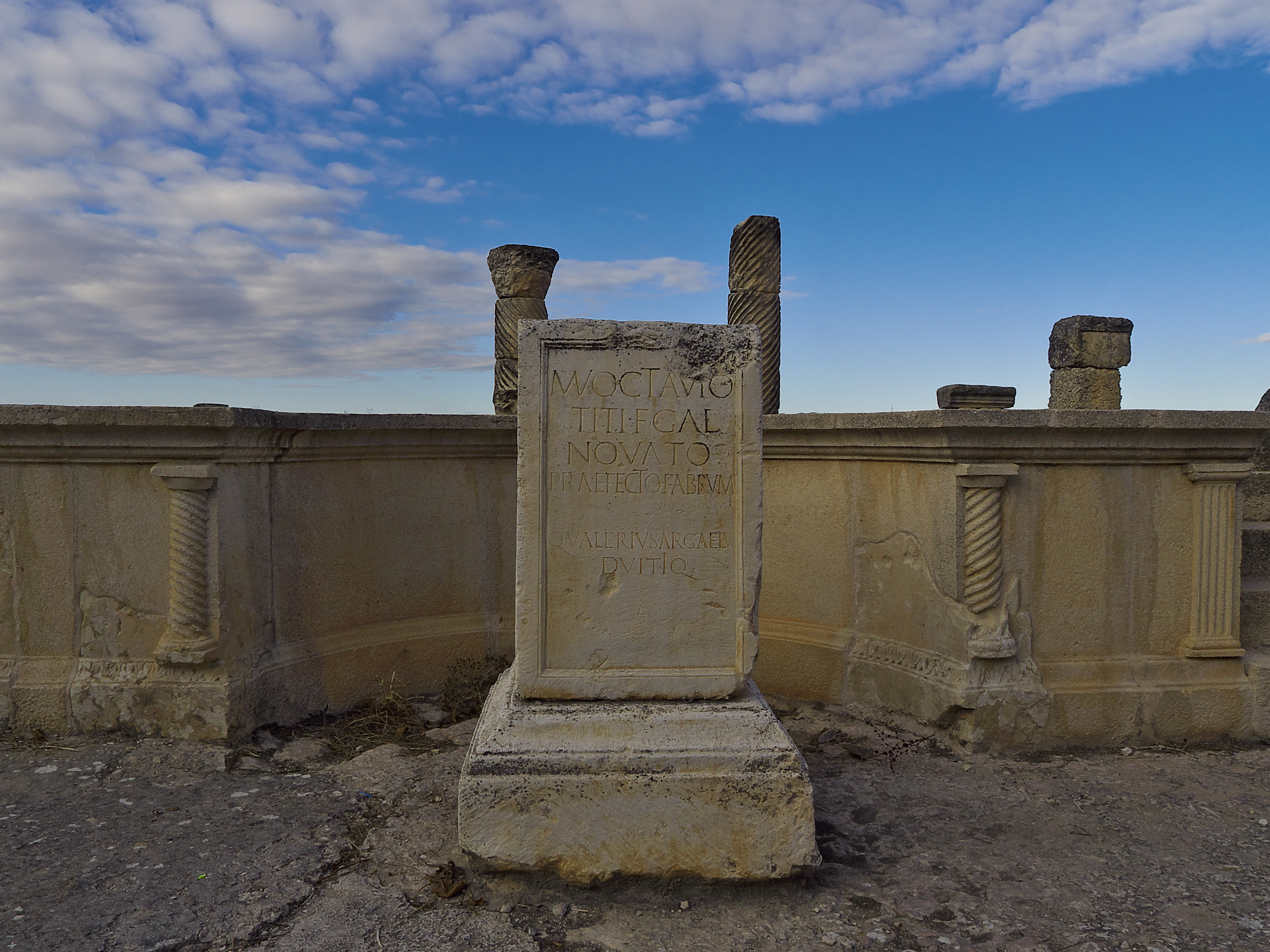
Pedestal de Manio Octavio Novato, teatro de Segóbriga, España

Gramaticalmente, en un principio el término praefectus aparece calificado con expresiones bien en caso dativo (así praefectus praetorio) bien en genitivo. Más adelante, se impondrá el genitivo.
El prefecto de Roma o prefecto de la ciudad (del latín praefectus urbis) asumía en la Antigua Roma las funciones del rey en ausencia de este. Más tarde hizo lo mismo con las funciones consulares, hasta que tal misión pasó a los pretores.
La creación de la Pretura determinó la pérdida de importancia de esta magistratura, que solo conservó las organización de las festividades latinas.
Durante la República romana: 
- el praefectus: oficial del ejército con diversas tareas, normalmente extraordinarias;
- el praefectus civitatis: oficial destinado al gobierno de una ciudad;
- el praefectus fabrum: al inicio era un oficial jefe de ingeniería militar con plenos poderes;
- el praefectus orae maritimae: que le tocaba supervisar el control del litoral;
- el praefectus socium (sociorum): oficial romano al mando de un ala de socii, es decir de itálicos u otros pueblos;
- el praefectus urbi: que hacía la guardia de la ciudad durante el sacrificio anual de las feriae latinae en el Monte Albano, y donde participaban también los cónsules. Su título anterior fue custos urbi (guardián de la ciudad);

Durante el Imperio romano:
- el praefectus praetorio (prefecto del pretorio): comandaba a los guardaespaldas del emperador, es decir, a la guardia pretoriana; con la reforma de las instituciones realizada por Diocleciano en el año 300, los prefectos del pretorio pasaron a ser administradores de las prefecturas pretorias;
- el praefectus urbi: se lo conoce desde el período regio, fue una magistratura extraordinaria de rango senatorial, era el magistrado que el cónsul nombraba para que lo reemplazara en la jefatura de la ciudad de Roma y en el ejercicio de sus funciones jurisdiccionales mientras este estuviera ausente;[1]
- el praefectus Alexandriae et Aegypti: gobernador de la provincia de Egipto;
- el praefectus Mesopotamiae: gobernador de la provincia de Mesopotamia desde Septimio Severo;
- el praefectus vigilum: comandante de los vigiles (vigilantes nocturnos);
- el praefectus annonae: responsable del annona (política de racionamiento y uso de alimentos y cereales);
- el praefectus Iudaeae: oficial con autoridad sobre el distrito de Judea;
- el praefectus gentis o civitatum: oficial que tenía autoridad sobre algunos pueblos no romanizados;
- el praefectus Caesaris: sustituto del emperador (o de otra personalidad, en los cargos municipales);
- el praefectus vehiculorum: responsable del cursus publicus (tránsito);
- el praefectus castrorum: comandante de un campamento militar;
- el praefectus alae: comandante de un ala de caballería;
- el praefectus cohortis: comandante de una cohorte;
- el praefectus classis: comandante de una flota;
- el praefectus equitum: comandante de la caballería;
- el praefectus fabrum: oficial en jefe de los ingenieros militares solo durante el Alto Imperio;
- el praefectus orae maritimae: prefecto con tareas de control del litoral;
- el praefectus legionis: comandante de rango ecuestre, de una legión;
- el praefectus legionis agens vice legati: comandante de una legión que tiene la delegación de un legado;
- el praefectus ripae Danubii y de otros ríos: responsable de las riberas y de las aguas del Danubio.